# Microphis jagorii
Microphis jagorii är en fiskart som beskrevs av Peters 1868. Microphis jagorii ingår i släktet Microphis och familjen kantnålsfiskar. Inga underarter finns listade i Catalogue of Life.